# Šećer u prahu
Šećer u prahu je fino mleveni rafinisani kristal šećer i nezaobilazni je sastojak mnogih kolača, torti i kremova. Dodaje mu se silicijev dioksid za rahlost, sprečavanje zgrudnjavanja.
Šećer je vrsta hrane kao i poslastica. Šećer je generalizovano ime za slatke, kratkolančane, rastvorne ugljene hidrate, mnogi od kojih se koriste u hrani. Postoje različiti tipovi šećera koji se dobijaju iz različitih izvora. Jednostavni šećeri se nazivaju monosaharidima i obuhvataju glukozu, fruktozu i galaktozu.
Šećeri su prisutni u tkivima većine biljki, ali je njihova koncentracija dovoljna za efikasnu ekstrakciju jedino u šećernoj trski i šećernoj repi.
Šećer u prahu je dostupan u raznim stepenima finoće, a najčešći XXX, XXXX, i 10X: što je veći broj iksova, to su finije čestice šećera. Finije čestice apsorbuju više vlage, što dovodi do zgrušavanja. Kukuruzni skrob ili trikalcijum fosfat se dodaju u koncenracijama od 3 do 5%, da bi se apsorbovala vlaga i poboljšao protok purem redukcije trenja između šećernih kristala.

## Vrste šećera
- Braon šećer: zajedničko ime za sve šećere braon boje. Dobija se na različite načine; mešanjem belog šećera sa braon sirupom od šećerne repe ili grejanjem šećernog sirupa (karamelizovanje).
- Tečni šećer: u vodi rastvoreni šećer koji se koristi u prehrambenoj industriji.
- Kandirani šećer: šećerni kristali različite veličine i boje nastali sporom kristalizacijom iz šećernog rastvora.
- Karamel: braon masa koja se dobija zagrevanjem šećera. Ova masa zagrevanjem stiče posebnu aromu.
- Melasa: svetlobraon sirup, nusproizvod u proizvodnji šećera. Koristi se za proizvodnju alkohola. Od melase iz šećerne trske proizvodi se rum.
- Šećer u prahu: vrlo fino mleveni šećer. Koristi se za poslastice.
- Šećer od šećerne repe: uglavnom saharoza, hemijski identičan šećeru od šećerne trske. Najčešće se prodaje rafiniran (kristalizovan).
- Šećer u kocki: rafinirani šećer sa sirupom, pritiskom oblikovan u kvadre.

### Šećerne mešavine
1. Vanilin šećer: mešavina vanile ili arome vanile i finog šećera.
2. Fondan: fabrikovana masa od kuvanog šećera i sirupa glukoze koja se koristi u poslastičarstvu.
3. Sirup: dobija se kuvanjem slatkog voća. Sadrži visok procenat šećera (62-78%).
4. Palmin šećer: ekstrakt šećerne palme (Arecoideae). Manje je sladak od klasičnog šećera i ima aromu karamela.

## Fiziologija
Velika upotreba ugljenih hidrata u ishrani dovodi do veće upotrebe insulina, i većeg opterećenja pankreasa (glikemijsko opterećenje). Kola pića su značajni izvori šećera u ishrani (do 120 grama po litru).
Šećer je najznačajniji faktor u pojavi zubnog karijesa.

### Šećerna bolest
Zbog visokih cena nafte, etanol je postao privlačan kao alternativno gorivo. On se dobija od šećera. U Brazilu se veći deo novijih vozila pokreće etanolom, a u Evropi i Americi se etanol u manjem procentu meša sa benzinom.

## Literatura
- Asadi, Mosen. Beet-Sugar Handbook. John Wiley & Sons, 2006.
- Chen, James C. P., Chung Chi Chou. Cane Sugar Handbook: A Manual for Cane Sugar Manufacturers and Their Chemists. John Wiley & Sons, 1993.

## Spoljašnje veze
- BG pčelar: Šećer u prahu djeluje, ali ne može biti jedino sredstvo u borbi protiv varoe